# استنلی، کانتی دورهام
latitudeاستنلی، کانتی دورهامlongitudeاستنلی، کانتی دورهام
استنلی، کانتی دورهام (به انگلیسی: Stanley, County Durham) یک منطقهٔ مسکونی در انگلستان است که در شمال شرقی انگلستان واقع شده‌است.

## خصوصیات
استنلی ۱۶٬۲۰۰ نفر جمعیت دارد.